# Midnight to Six Man
«Midnight to Six Man» es una canción interpretada por la banda británica The Pretty Things. Fue publicada a mediados de diciembre de 1965 como sencillo, y alcanzó el puesto #46 en la lista de sencillos del Reino Unido y el #19 en el Nederlandse Top 40.

## Recepción de la crítica
En una reseña de la canción de AllMusic, el crítico musical Richie Unterberger la describió como “la mejor canción original grabada por The Pretty Things a mediados de la década de 1960”.

## Posicionamiento
| Gráfica (1966)                    | Pico de posición |
| --------------------------------- | ---------------- |
| Australia (Kent Music Report)     | 62               |
| Países Bajos (Nederlandse Top 40) | 19               |
| Reino Unido (UK Singles Chart)    | 46               |